# Robert Brandenberger

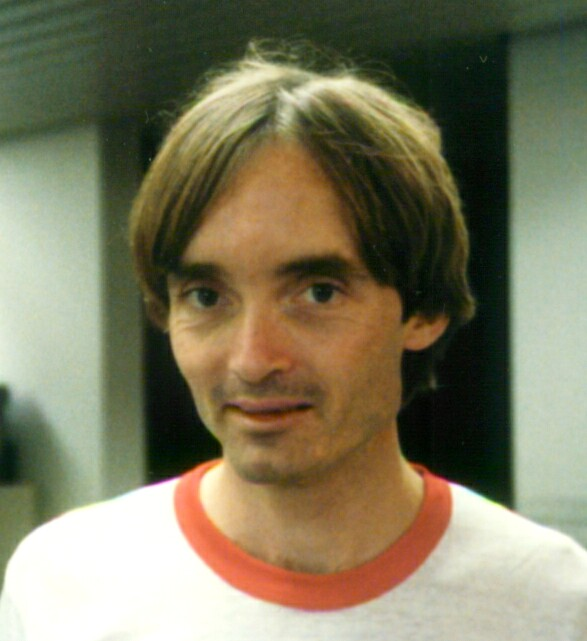
Robert Brandenberger (1987)

Robert Hans Brandenberger (* 1954 in Bern) ist ein US-amerikanischer theoretischer Physiker und Kosmologe.
Brandenberger studierte an der ETH Zürich (Diplom 1978) und an der Harvard University (Master-Abschluss 1979), an der er 1983 bei William H. Press mit der Arbeit Topics in Quantum Field Theory and Cosmology promoviert wurde. Als Post-Doktorand war er bis 1985 an der University of California, Santa Barbara und danach bis 1987 bei Stephen Hawking an der Universität Cambridge. 1986 wurde er Assistant Professor und 1991 Associate Professor an der Brown University. 2004 wurde er Professor an der McGill University, wo er einen Canada Research Chair hat. Außerdem ist er Mitglied des Perimeter Institute.
Er befasst sich mit Kosmologie und dem frühen Universum, insbesondere der
Entwicklung von großräumigen Strukturen und der ersten Galaxien, wobei er Modelle der Teilchenphysik und Quantenfeldtheorie benutzt. Mit Cumrun Vafa entwickelte er 1989  eine auf der Stringtheorie basierende Kosmologie (String Gas Cosmology). Dazu betrachteten sie das frühe Universum als Gas von Strings (nach der Superstringtheorie in 10 Dimensionen), und argumentierten, dass die wahrscheinlichste Anzahl von Raum-Zeit-Dimensionen vier ist, da nur dann die Strings die diesen Raum umwinden (winding modes, jeweils mit 2 Raum-Zeit-Dimensionen ihrer Weltflächen) eine Chance haben in Kontakt zu kommen und sich gegenseitig auszulöschen, was wiederum eine Voraussetzung für die Expansion der Räume ist (die übrigen Dimensionen expandieren nicht, sondern behalten Radien auf der Planck-Skala). Diese als Brandenberger-Vafa-Mechanismus bekannte Theorie wurde inzwischen weiter ausgebaut.
2011 den CAP-CRM Prize. 1988 bis 1992 war er Sloan Research Fellow. 1988 erhielt er einen Outstanding Junior Research Award des Department of Energy und er war Killam Fellow.
Er ist US-amerikanischer Staatsbürger.

## Schriften (Auswahl)
- Quantum field theory methods and inflationary universe models, Rev. Mod. Phys., Band 57, 1985, S. 1
- Theory of cosmological perturbations, Physics Reports, Band 215, 1992, S. 203
- Modern Cosmology and Structure Formation, TASI Lectures 1994, Arxiv
- Topological defects and structure formation, Int.J.Mod.Phys. A, Band 9, 1994, S. 2117–2190, Arxiv
- Herausgeber mit A. Blanchard, Reza Mansouri: Large scale structure formation, Springer 2000
- Theory of Cosmological Perturbations and Applications to Superstring Cosmology, in: Laurent Baulieu u. a.: String Theory: From Gauge Interactions to Cosmology,  Cargèse 2004, Springer 2005,  S. 79–116
- mit Ali  Nayeri, Subodh Patil, Cumrun Vafa: String Gas Cosmology and Structure Formation, International Journal of Modern Physics A, Band 22, 2007, S.  3621–364, Arxiv